# Coelophoris trilineata
Coelophoris trilineata là một loài bướm đêm trong họ Noctuidae.